# GECCo (DFG-Projekt)
GECCo (German-English Contrasts in Cohesion – Towards an empirically-based comparison) ist ein von der Deutschen Forschungsgemeinschaft (DFG) gefördertes sprachwissenschaftliches Forschungsprojekt zur Untersuchung von sprachlichen Mitteln der Satzverknüpfung (sog. Kohäsionsmittel). Verglichen werden die englische und die deutsche Sprache, geschriebene und gesprochene Texte und verschiedene Textsorten untereinander (Projektlaufzeit: April 2011 bis Januar 2017).
Aus dem Projekt sind zahlreiche Publikationen hervorgegangen, in denen unterschiedliche Aspekte der Textkohäsion im Englischen und Deutschen im Mittelpunkt stehen. Der Begriff der Textkohäsion geht zurück auf Halliday/Hasan (1976), welche das Phänomen in fünf Hauptkategorien unterteilen: Referenz, Substitution, Ellipse, Konnektoren und lexikalische Kohäsion. Kohäsion wird erzeugt durch die Gesamtheit der lexikalischen und grammatischen Mittel, die Sätze zu einem kohärenten Text der geschriebenen oder gesprochenen Sprache verknüpfen.
Neben sprachlichen Unterschieden zwischen der englischen und deutschen Sprache in der Kohäsionsstiftung, die auf der Ebene des Sprachsystems erklärbar sind, wurden im Rahmen des Forschungsprojektes auch Gebrauchshäufigkeiten von Kohäsionsmitteln in englischen und deutschen Korpustexten der geschriebenen und gesprochenen Sprache ermittelt. Die analysierten Korpustexte entstammen dem Saarbrücker GECCo-Korpus, das ca. 1,7 Millionen Tokens enthält und sowohl parallele als auch vergleichbare Subkorpora für Englisch und Deutsch umfasst. Es ist auf mehreren Ebenen mit linguistischen Informationen annotiert, z. B. Tokens, Lemma- und Part-of-Speech-Informationen. Die geschriebene Komponente ist ein Parallelkorpus, bestehend aus englischen und deutschen Originaltexten und deren Übersetzungen. Bei den gesprochenen Texten handelt es sich um Transkriptionen vergleichbarer englischer und deutscher Originaltexte.
Das GECCo-Korpus beinhaltet gegenwärtig 14 Register, zu denen sowohl gesprochensprachliche als auch geschriebene Textsorten gehören: ACADEMIC (akademische Vorträge), ESSAY (politische Aufsätze), FICTION (Belletristik), FORUM (mündlich konzipierte Dialoge aus Internetforen) INSTR (Bedienungsanleitungen), INTERVIEW (Interviews über Beruf und Alltagsleben) MEDCONSULT (medizinische Beratungsgespräche), POPSCI (populärwissenschaftliche Texte), SERMON (Predigten), SHARE (Aktionärsbriefe), SPEECH (vorformulierte politische Reden), TALKSHOW (Fernsehtalkshows), TOU (Tourismusprospekte), WEB (Webseiten von Firmen und Organisationen).
Das GECCo-Korpus ist eine Erweiterung des im Rahmen eines Vorläuferprojektes erstellten CroCo-Korpus, wobei im CroCo-Projekt („Cross-linguistic corpora for the investigation of explicitation in translations“) die korpusbasierte Untersuchung sprachlicher Eigenschaften von Übersetzungen im Vordergrund stand.
Das GECCo-Korpus hat eine webbasierte Version, die über CLARIN-D gewährt wurde und mit einem eingeschränkten Zugang (auf Anfrage) der wissenschaftlichen Öffentlichkeit für Korpusabfragen zur Verfügung steht.
Im Projekt wurden Kontraste in den Realisierungsmöglichkeiten für eine große Bandbreite an Kohäsionsmitteln beschrieben, wobei quantitativ und qualitativ untersucht wurde, wie Textelemente im Einzelnen syntaktisch und semantisch über die Satzgrenzen hinweg miteinander in Beziehung stehen.